# Großer Preis der DDR im Sprint 1970
Der Große Preis der DDR im Sprint 1970 war ein Wettbewerb im Bahnradsport für Sprinter. Es war die 10. Austragung des Großen Preises der DDR. Das Turnier fand am 7. Juli auf der Radrennbahn von Karl-Marx-Stadt (heute Chemnitz) statt.

## Verlauf
Am Start waren 24 Bahnradsportler. Das Rennen wurde von 13.000 Zuschauern besucht. Veranstalter war der Deutsche Radsport-Verband der DDR. Vertreten waren Fahrer aus der DDR, der Tschechoslowakei, der Sowjetunion, Frankreich, Polen, den Niederlanden, Belgien und Rumänien. Omar Pchakadse aus der Sowjetunion musste kurzfristig wegen einer Verletzung auf den Start verzichten. Es waren nur Amateure zugelassen. Der Austragungsmodus bestand aus Vorläufen, Hoffnungsläufen, dem Achtelfinale, dem Viertelfinale, dem Halbfinale und Finalläufen um den 1. (Zweierläufe), den 3. (Zweierläufe), und den 5. (Viererlauf) Rang. Sieger wurde der damals amtierende Weltmeister Daniel Morelon.

## Ergebnisse
| Platz | Fahrer         | Land                                    |
| 01.   | Daniel Morelon | Frankreich                              |
| 02.   | Werner Otto    | Deutschland Demokratische Republik 1949 |
| 03.   | Karl Richter   | Deutschland Demokratische Republik 1949 |
| 04.   | Jürgen Geschke | Deutschland Demokratische Republik 1949 |
| 05.   | Ivan Kučírek   | Tschechien                              |
| 06.   | Jürgen Schütze | Deutschland Demokratische Republik 1949 |
| 07.   | Jan Popelka    | Tschechien                              |
| 08.   | Pierre Trentin | Frankreich                              |